# Rikskammarrätten
Rikskammarrätten (ty. Reichskammergericht), jämte Rikshovrådet högsta domstolen i det forna Tyska riket, inrättades 1495 och bestod av en av kejsaren utnämnd "kammerrichter" (furste eller greve), 2 (senare 4) presidenter och ett antal assessorer. Efter reformationen var bisittarna dels katoliker, dels evangeliska; de tillsattes och avlönades av riksständerna. Rikskammarrätten hade från 1693 tills den i och med Tyska rikets upplösning upphörde (1806) stadigt sitt säte i Wetzlar. Den dömde i alla mål, som rörde riksomedelbara, och var högsta instans i civilsaker för riksmedelbara, utom när privilegiet "de non appellando" var något riksstånd tillförsäkrat. Rättens arkiv har till största delen fördelats på de olika tyska staterna.